# L'Étrange Visite
Pour plus de détails, voir Fiche technique et Distribution.
L'Étrange Visite (Le strelle nel fosso) est un film italien réalisé par Pupi Avati, sorti en 1979.

## Fiche technique
Sauf indication contraire, les informations mentionnées dans cette section peuvent être confirmées par la base de données cinématographiques IMDb,  présente dans la section « Liens externes ».
- Titre français : L'Étrange Visite[1]
- Titre original : Le strelle nel fosso
- Réalisation : Pupi Avati
- Scénario : Pupi Avati, Maurizio Costanzo, Antonio Avati et Cesare Bornazzini
- Producteur : Gianni Minervini (producteur)
- Photographie : Franco Delli Colli
- Montage : Piera Gabutti
- Musique : Amedeo Tommasi
- Société de production : A.M.A. Film
- Pays de production :  Italie
- Langue de tournage : italien
- Format : Couleurs - 1,85:1
- Durée : 100 minutes
- Genre : fantastique
- Date de sortie :
  - Italie : 24 mars 1979
  - France : novembre 1979 (Festival du film fantastique de Paris), 13 octobre 1999 (en salles)[1]

## Distribution
- Lino Capolicchio : Silvano
- Gianni Cavina : Marione
- Carlo Delle Piane : Bracco
- Roberta Paladini : Olimpia